# Mark Edwards
Mark Edwards (Toronto, 1986) is een Canadese organist en klavecinist.

## Levensloop
Edwards begon op elfjarige leeftijd met het leren bespelen van de piano en koos op zestienjarige leeftijd er voor om het orgel te leren bespelen.
In 2004 volgde hij de lessen in de Interlochen Arts Academy in Michigan, voor piano bij Thomas Lymenstull en voor orgel bij Thomas Bara. Hij ontving een prijs voor zijn resultaten op het orgel. Hij vervolgde zijn orgelstudies bij David Higgs aan de Eastman School of Music van de University of Rochester in Rochester (New York), waar hij ook orgelimprovisatie en klavecimbel volgde bij William Porter.  Hij was tevens organist in de 'Episcopal Church of the Ascension' in Rochester en speelde aan de Eastman School continuo, samen met Paul O'Dette en Christel Thielmann. Hij studeerde er als Bachelor of Music af met grootste onderscheiding. Hij vervolledigde verder zijn studies bij William Porter (orgel en improvisatie) en bij Hank Knox (klavecimbel) aan de Schulich School of Music en het Department of Early Music aan de McGill University, waar hij in 2011 een Master na Master behaalde in orgel en klavecimbel. 
Hij volgde meestercursussen bij Ton Koopman, Pierre Hantaï, Skip Sempé, Kenneth Weiss, Harald Vogel en Jacques van Oortmerssen.
In 2012 studeerde hij verder bij Robert Hill aan de Hochschule für Musik in Freiburg, Duitsland
Sinds 2016 is hij docent klavecimbel aan het Oberlin Conservatorium (Ohio).

## Prijzen
Mark Edwards heeft verscheidene prijzen gewonnen:
- 2006: tweede prijs in de Albert Schweitzer Orgelwedstrijd in Hartford
- 2007: tweede prijs in de Competition for young artists, van de American Guild of Organists
- 2008: eerste prijs Rodland Scholarship Competition, American Guild of Organists, Northern New Jersey Chapter
- 2010: eerste prijs in de International Schnitger Orgelwedstrijd, Alkmaar
- 2011: eerste prijs in het Concours d'Orgue du Québec
- 2012: derde prijs in de Jurow Harpsichord Competition, Oberlin College (Ohio)
- 2012: eerste prijs in het klavecimbelconcours in het kader van het Musica Antiqua Festival in Brugge.

## Discografie
- 2013: Passaggi met blokfluitist Vincent Lauzer (ATMA Classique ACD22637)